# أحمد عاشور
أحمد عاشور (6 فبراير 1945 - 29 يناير 2021)، هو مُلحن وقائد موسيقي تونسي، هو أحد  أبرز أعلام الموسيقى  في تونس. قاد الأوركسترا السمفونية التونسية من 1979 إلى 2010 ودرّس في المعهد العالي للموسيقى في تونس.

## وفاته
توفي أحمد عاشور يوم الجمعة 29 يناير 2021 في تونس العاصمة بعد صراع طويل مع المرض.

## الجوائز
- جائزة أحسن عازف على آلة الكمنجة سنة 1967.